# Сахновський Георгій Леонідович
Гео́ргій Леоні́дович Сахно́вський (нар. 26 листопада 1906, село Грунь Харківської губернії, тепер Охтирського району Сумської області — пом. 11 серпня 1988, Київ) — український радянський діяч, міністр фінансів УРСР, міністр торгівлі УРСР. Член ЦК КПУ в 1954 — 1966 р. Кандидат у члени ЦК КПУ в 1966 — 1971 р. Депутат Верховної Ради УРСР 2—7-го скликань.

## Життєпис
Народився в родині сільського вчителя. Трудову діяльність розпочав у 1922 році монтером-телефоністом. Потім працював секретарем профспілки робітників земельного та лісового господарства (РобЗемЛіс), секретарем райкому ЛКСМУ.
Член ВКП(б) з 1927 року.
З 1927 року навчався на робітничому факультеті Харківського інституту народного господарства. У 1928—1931 роках — студент Харківського інституту народного господарства, потім навчався в аспірантурі.
У 1931—1936 роках — викладач, завідувач кафедри Харківського фінансово-економічного інституту. У 1937—1941 роках — директор Одеського кредитно-економічного інституту. У 1939 році захистив кандидатську дисертацію у Московському кредитно-економічному інституті, здобув ступінь кандидата економічних наук та наукове звання доцента.
З 1941 по 28 лютого 1944 року — заступник народного комісара фінансів Української РСР. У 1941—1944 роках — у рядах Червоної армії: політичний керівник роти, секретар партійного бюро окремого батальйону, начальник відділу Головного фінансового управління Радянської Армії.
28 лютого 1944 — 12 липня 1951 року — народний комісар (з 1946 року міністр) фінансів Української РСР.
12 липня 1951 — 10 квітня 1953 року — заступник голови Ради міністрів Української РСР.
10 квітня 1953 — 7 серпня 1970 року — міністр торгівлі Української РСР.
У вересні 1970 — вересні 1982 року — доцент, професор-консультант Київського торговельно-економічного інституту.

## Звання
- майор інтендантської служби
- державний радник фінансової служби 1-го рангу (1948)

## Нагороди
- орден Леніна (23.01.1948)
- орден Трудового Червоного Прапора (1956)
- медаль «За перемогу над Німеччиною у Великій Вітчизняній війні 1941—1945 рр.» (1945)
- медалі
- Почесна грамота Президії Верховної Ради Української РСР (25.11.1976)